# NGC 1559
NGC 1559 este o galaxie spirală barată situată în constelația Reticulul. A fost descoperită în 1826 de către James Dunlop. Se află la o distanță de 50.000.000 al de Pământ.